# Macroglossum adustum
Macroglossum adustum – gatunek owada z rodziny zawisakowatych. Po raz pierwszy opisany przez Rothschilda i Jordana w 1916 roku. Występuje na Wyspach Salomona.